# Čestný titul
Čestný titul (nebo honorifikum) je titul udělovaný jednotlivcům nebo organizacím jako uznání či ocenění za zvláštní zásluhy.

## Charakteristika
Někdy vykazuje čestný titul podobné nebo stejné vlastnosti jako úřední titul, pro dotyčnou osobu však z něho nevyplývají žádné povinnosti, vyjma některých ceremoniálních funkcí.[zdroj?]
Čestný titul obvykle bývá trvalý, někdy však může být udělován pouze dočasně, s platností pouze pro konkrétní událost. V některých případech jsou tyto tituly udělovány posmrtně.[zdroj?]
Některé čestné tituly, např. některé šlechtické tituly, lze získat koupí, tato praxe je však předmětem sporů, kvůli možným přímým i nepřímým podvodům či spekulacím.[zdroj?]
Čestné tituly jsou spojené také s funkcemi sinekury nebo čestného penzionování.[zdroj?]

## Příklady
Některé příklady čestných titulů z různých oblastí zahrnují:
- Čestný titul nebo funkce – Honoris causa, např. čestný doktorát, čestná profesura apod. se zkratkou h.c. za jménem
- Národní umělec
- Zasloužilý umělec – čestná ocenění umělců v ČSSR
- Hrdina socialistické práce
- Akademik – čestný titul (akademický)
- Čestný člen akademické, umělecké nebo odborné společnosti
- Čestné občanství – uděluje se významným osobnostem
- Rytíř nebo dáma čestného řádu
- Ctihodný, dvojctihodný
- Vojenské hodnosti (např. důstojník) a hodnosti (např. admirál) pro lidi, kteří nejsou členy armády
- Čestné tituly Ruské federace
- Hrdina Ruské federace, dříve Hrdina Sovětského svazu
- Čestný plukovník (v USA)
- Policejní prezident
- Velitel hasičů
- Freeman of the City of London